# Simon Morin
Simon Morin est un visionnaire français, prêcheur mystique se prenant pour le Christ, né à Richemont en 1623, près d’Aumale, en Normandie, brûlé vif à Paris en 1663. 

## Biographie
D'origine modeste, il vient à Paris et entre comme commis chez le trésorier de l’extraordinaire des guerres. Ayant perdu sa place, il devient écrivain copiste et se lie avec les disciples de Pierre Guérin, chef d’une secte de visionnaires, poursuivie par ordre du roi. 
Arrêté une première fois, il est relâché et demeure dans le voisinage de Saint-Germain-l’Auxerrois, chez une fruitière-cabaretière dont il épouse la fille. Il continue ses prédications, fait des disciples, est à nouveau arrêté le 28 juillet 1644 et conduit à la Bastille, où il passe vingt et un mois. 
À sa sortie de prison, il publie un livre sous le titre : Mes pensées, où il expose sa doctrine. Dénoncé par le curé de Saint-Germain-l’Auxerrois, il est de nouveau emprisonné et ne sort de la Bastille, vers 1649, qu’après avoir abjuré ses erreurs. Quelque temps plus tard, il est enfermé aux Petites-Maisons, alors qu'il prétend que le Christ s’est incorporé en lui.

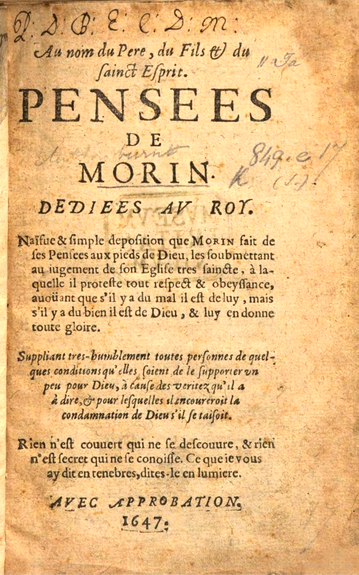
Pensées de Simon Morin (1647).

Puis, sorti après une nouvelle abjuration, il recommence à prêcher, est repris, jugé par la cour du Châtelet et condamné à être brûlé vif comme hérétique (1662). 
Le Parlement de Paris confirme cette sentence par arrêt du 13 mars 1663.  
Morin est brûlé vif le lendemain, à l'âge de 40 ans. 
Sa femme et son fils, arrêtés avec lui, sont bannis pour cinq ans, et quelques-uns de ses disciples condamnés aux galères.

## Œuvres
Morin a publié quelques ouvrages : 
- Requête au roi et à la reine régente, mère du roi (1617, 8 pages).
- Mes pensées (1647, in-8°)[2] ;

Il a laissé quelques manuscrits.

## Postérité
Louis Sébatien Mercier évoque, dans Le tableau de Paris,  le supplice de Simon Morin comme « une épouvantable barbarie » : « Un philosophe courageux aurait sauvé la vie à Simon Morin, en démontrant la double démence des juges et de l'accusé. Ce philosophe ne se trouva pas ».